# Paul Stäckel
Paul Gustav Samuel Stäckel (Berlin, 1862. augusztus 20. – Heidelberg, 1919. december 12.) német matematikus, matematikatörténész, az első Bolyai-monográfia szerzője.

## Élete
Apja, Ernst Stäckel egy lányiskola igazgatója és tanfelügyelő volt, aki tudatában lévén az oktatás fontosságának a neves berlini Joachimsthalsches Gymnasiumba íratta a fiát. Az ifjú Paul kiváló eredménnyel végezte a középiskolát, majd a berlini egyetemen matematikát és fizikát tanult. Emellett látogatta a filozófiai, pszichológiai, történelmi és neveléselméleti előadásokat is. Tanárai között voltak Leopold Kronecker, Ernst Eduard Kummer, Albert Wangerin és Karl Theodor Wilhelm Weierstrass, ezek közül Weierstrass hatott rá a legnagyobb mértékben. A tanárok felfigyeltek az ifjú Stäckel tehetségére és szorgalmára.
Stäckel 1884-ben végezte el az egyetemet, majd 1886-ban matematika–fizika tanári képesítést is szerzett. A kötelező katonai szolgálat (1886–1887) után Berlinben volt gimnáziumi tanár. Noha felettesei kedvezően értékelték, Stäckel három tanév után elhagyta a tanári pályát és a kutatást választotta. A doktori fokozatot 1891-ben érte el, A Hamilton-Jacobi differenciálegyenletek integrálása a változók szeparálásával című értekezésével. Ugyanebben az évben megnősült, Halléba költözött, és az ottani egyetemen tartott előadásokat. A hallei időszak alatt számos dolgozatot tett közzé, főleg a matematikai analízis és differenciálgeometria területén, amelyekkel felhívta magára David Hilbert figyelmét. A hallei és a lipcsei egyetemek közös szemináriuma alkalmával ismerkedett meg a lipcsei Friedrich Engellel, akivel közeli barátságba került. Utóbb több közös munkájuk született a nemeuklideszi geometria, illetve a matematika története területén. Legfontosabb ezek közül Leonhard Euler összes műveinek kiadása volt.
Stäckelt 1895-ben a königsbergi egyetemre hívták, Hermann Minkowski utódjául és javaslatára. 1897-től kezdve nyolc éven át a kieli egyetem professzora volt. Ezt követően Hannoverben, majd a badeni nagyherceg meghívására a karlsruhei egyetemen tanított, ahol magas társadalmi pozíciót is szerzett: a nagyherceg titkos tanácsosi rangra emelte, számos bizottság és tanács tagja volt, majd 1910–1911-ben az egyetem rektori tisztségét is betöltötte. 1912-től a heidelbergi egyetem második matematika tanszékének megszervezésével bízták meg. 1900-ban a Magyar Tudományos Akadémia tiszteleti tagjává választották.
Az első világháború kitörésekor az ötvenes éveiben járó Stäckel tisztnek jelentkezett a hadseregbe, de közben folytatta egyetemi tevékenységét is. A háború súlyos családi veszteséget hozott számára: Gerard nevű tizenhat éves fia, aki kadétként szolgált, 1915-ben elesett Franciaországban. A háború végére Stäckel egészsége megromlott, és 57 évesen agydaganatban hunyt el.

## Művei
- Die Theorie der Parallellinien von Euklid bis auf Gauss, eine Urkundensammlung zur Vorgeschichte der nichteuklidischen Geometrie (Friedrich Engellel) Leipzig: Teubner. 1895
- Briefwechsel zwischen Carl Friedrich Gauss und Wolfgang Bolyai (kiadja Paul Stäckel és Schmidt Ferenc). Leipzig: B.G. Teubner. 1899
- Wolfgang Bolyai und Johann Bolyai geometrische Untersuchungen. Leipzig, Berlin: Teubner. 1913
- Die mathematische Ausbildung : der Architekten, Chemiker und Ingenieure an den deutschen Technischen Hochschulen. Lepzig: Teubner. 1915
- Gauss als Geometer. Göttingen. 1917
- Die Allheillehre Johann Bolyais. in: János Bolyai, der Mozart der Mathematik, Leben und Lehre. Hamburg: Autorenverlag Annemarie Maeger. 1999

### Magyarul
- Bolyai Farkas–Gauss Frigyes Károly levelezése; szerk., jegyz., életrajz Schmidt Ferenc, Stäckel Pál; MTA, Bp., 1899
- Bolyai Farkas és Bolyai János geometriai vizsgálatai, 1-2.; kiad., jegyz., Stäckel Pál, ford. Rados Ignác; MTA, Bp., 1914
  - 1. A két Bolyai élete és művei
  - 2. Szemelvények a két Bolyai műveiből